# Charlotte Willott
Charlotte Willott, geb. Körner (* 7. Juni 1887 in Stettin; † 25. September 1978 in Berlin), war eine deutsche Fotografin.

## Leben und Werke
Charlotte Körner war die Tochter des Stettiner Kaufmanns und Stadtrates Paul Körner und dessen Ehefrau Clara. Sie war zunächst Amateurfotografin, arbeitete aber schon vor dem Ersten Weltkrieg als Berufsfotografin. Schwerpunkte ihrer Arbeit waren schon damals das Theater und der Bildjournalismus. 1922 übersiedelte sie nach Berlin und begann eine Ausbildung zur Fotografin.
Im Jahr 1925 eröffnete Charlotte Willott im Berliner Tauentzienpalast ihr eigenes Atelier. 1927 inserierte sie im Sturm mit folgendem Text: „Photos für Sturmfreunde nur bei Lotte Körner, Atelier Willott, Tauentzienstr. 19 im Ufa-Kino Tauentzienpalast“.
Später ließ sie sich beim Potsdamer Platz im Vox-Haus nieder. Dort hatte auch der „Bühnennachweis“ der Theateragenturen seinen Sitz. Willott fotografierte sämtliche Künstler, die im Bühnennachweis Verträge abschlossen. Sie arbeitete unter anderem auch für den Weltspiegel und Haus Hof Garten.
Ihr Atelier fiel den Kriegseinwirkungen zum Opfer, dabei wurde ihr Archiv mit ungefähr 200.000 Aufnahmen zum größten Teil zerstört. Nach dem Zweiten Weltkrieg begann Charlotte Willott wieder als Theater- und Pressefotografin zu arbeiten und eröffnete ein neues Atelier in Berlin-Charlottenburg. Ab 1949 gehörte sie dem Berliner Journalistenverband an. Der Nachlass der Trägerin des Bundesverdienstkreuzes befindet sich in der Landesbildstelle Berlin; auch das Theatermuseum Düsseldorf besitzt mindestens eine Aufnahme Willotts. Sie zeigt Gustaf Gründgens und Paul Bildt in einer Inszenierung des König Ödipus von 1946. Werke Willotts wurden in der Ausstellung frauenobjektiv im Haus der Geschichte der Bundesrepublik Deutschland gezeigt.